# Aafke Buringh
 (février 2019).
Si vous disposez d'ouvrages ou d'articles de référence ou si vous connaissez des sites web de qualité traitant du thème abordé ici, merci de compléter l'article en donnant les références utiles à sa vérifiabilité et en les liant à la section « Notes et références ».
Aafke Buringh, née en 1977 aux Pays-Bas,, est une actrice néerlandaise.

## Filmographie

### Cinéma et téléfilms
- 2008 : Hoe overleef ik mezelf? (nl) : La vendeuse du magasin de vêtements
- 2010 : Homerun : Anja
- 2010-2013 : Bellicher : Jessica Bellicher
- 2012 : Moordvrouw : Ineke Klein Nagelvoort
- 2012 : Bellicher: Cel : Jessica Bellicher
- 2012 : Baart : Marianne
- 2013 : Blind : Emily
- 2013 : Goede tijden, slechte tijden : Arts van Lunteren
- 2014 : T.I.M. (nl) : La mère de Tibor
- 2014 : In Memory of Loving Chanelle : Roos Doornbos
- 2017 : De 12 van Oldenheim (nl) : La femme à l'église
- 2018 : Le Banquier de la Résistance : Emma van Hall